# おねがい!チェッカーズ
おねがい!チェッカーズは、ニッポン放送で放送されていたラジオ番組。パーソナリティはチェッカーズ。
放送されていた期間は1985年1月1日（火曜日）から1991年2月28日まで。

## 概要
ライオン一社提供枠、「ライオンミュージックビレッジ」枠の一番組。一部の局では「ライオンミュージックビレッジ おねがい!チェッカーズ」というタイトルでの放送だった（後述）。
ニッポン放送では『ヤングパラダイス』→『内海ゆたおの夜はドッカーン!』に内包。NRN系列でも放送されていた。放送開始して最初の3か月間は1984年10月から1985年3月まで同じニッポン放送で6か月間放送されていた『危険!チェッカーズ』との掛け持ちだった。
1987年の時点では、一週間に約3万4千通のはがきが本番組宛に寄せられていた。

## 番組の流れ
1. オープニングトーク→タイトルコール
女性ナレーションが「ライオン・ミュージックビレッジ、おねがい！」とコールし、メンバー全員が「チェッカーズ！」と叫んだ後、女性ナレーションによる提供アナウンス→CM→1曲目（15分バージョンの地域のみ）
2. メンバーのトーク（回によってはハガキ紹介）
3. 曲紹介（ほぼワンコーラス放送）→CM→エンディングトーク→提供アナウンス

- 提供アナウンスは番組開始から「おはようからおやすみまで暮らしをみつめるライオン」だったが、最後の2ヶ月間（1991年1月 - 2月）はロゴマーク変更に伴い「おはようからおやすみまで、いつも暮らしの中にLION」に変わった（後番組以降は「おはようからおやすみまで」の部分がカットされている）。

## 放送時間およびネット局
ニッポン放送の番組の『三宅裕司のヤングパラダイス』内では23:30 - 23:40（1990年3月まで、1990年4月からは『内海ゆたおの夜はドッカーン!』内で23:33 - 23:45に変更）の放送であったが、この放送時間はほぼそのまま東海ラジオ放送でも同時刻に放送されていた（ただし、15分放送）。また、福岡県ではJRN単独のRKB毎日放送（夜ワイド『スマッシュ!!11』→『HiHiHi』に内包）でネットされていた。なお、この番組はライオンミュージックビレッジ枠の前身番組『フォーク・ビレッジ』時代からネットワークセールス枠を設け続けていた一部の地域（北海道、関東、中京、関西、福岡）のみネットワークセールス枠で、他局（当時JRN単独の山陽放送を含む）はローカルセールス枠の放送だった。

### ネットワークセールス枠（ライオン提供）
※ニッポン放送は月 - 木、他は月 - 金。
- ニッポン放送（キー局） 23:30 - 23:40（『三宅裕司のヤングパラダイス』に内包）→23:33 - 23:45（『内海ゆたおの夜はドッカーン!』に内包）
- STVラジオ 　23:45 - 24:00（全期間通して放送時間変わらず）
- 東海ラジオ放送 　23:30 - 23:45（全期間通して放送時間変わらず）
- ラジオ大阪　23:03 - 23:17（1986年5月まで『おっと!モモンガ』に内包）→23:10 - 23:33（1986年6月から『OBCブンブンリクエスト』に内包）
- RKB毎日放送　22:22 - 22:35（1986年4月まで『スマッシュ!!11』→1986年4月から『HiHiHi』に内包、時刻はほぼ変わらず）

### ローカルセールス枠（パーティシペーションもしくはフィラー）
（出典：）
「→」は、放送曜日・時間帯変更無し、網掛け枠は放送無し。以下、放送曜日は全て月 - 金
| 局名       | 1986年4月 - 1986年9月  | 1986年10月 - 1987年3月 | 1987年4月 - 1987年9月  | 1987年10月 - 1988年3月 | 1988年4月 - 1988年9月  |
| ---------- | ---------------------- | ---------------------- | ---------------------- | ---------------------- | ---------------------- |
| 青森放送   | 22:40 - 22:50          | →                      | →                      | →                      | 22:30 - 22:40          |
| 秋田放送   | 23:50 - 24:00          | →                      | →                      | →                      | 23:40 - 23:50          |
| 東北放送   |                        |                        | 23:40 - 23:50          | →                      | 23:35 - 23:45          |
| 信越放送   | 24:30 - 24:40          | →                      | →                      | →                      | →                      |
| 山梨放送   |                        |                        |                        | 22:10 - 22:20          | →                      |
| 北日本放送 |                        |                        |                        |                        |                        |
| 北陸放送   |                        |                        |                        |                        |                        |
| 福井放送   |                        |                        |                        |                        |                        |
| 静岡放送   |                        | 24:30 - 24:40          | 22:30 - 22:40          |                        | 24:30 - 24:40          |
| 山陽放送   |                        | 24:00 - 24:10          | →                      | →                      | 24:45 - 24:55          |
| 山陰放送   |                        |                        |                        |                        | 22:30 - 22:40          |
| 中国放送   |                        | 22:30 - 22:40          | →                      |                        |                        |
| 四国放送   |                        |                        |                        |                        |                        |
| 西日本放送 |                        |                        |                        |                        |                        |
| 南海放送   | 23:10 - 23:20          | →                      | →                      | →                      | →                      |
| 大分放送   |                        |                        | 22:50 - 23:00          | →                      |                        |
| 長崎放送   | 22:10 - 22:20          | →                      | →                      | →                      | →                      |
| 熊本放送   |                        |                        |                        |                        |                        |
| 南日本放送 |                        |                        |                        |                        | 22:50 - 23:00          |
| ラジオ沖縄 | 22:30 - 22:40          |                        |                        |                        |                        |
|            |                        |                        |                        |                        |                        |
| 局名       | 1988年10月 - 1989年3月 | 1989年4月 - 1989年9月  | 1989年10月 - 1990年3月 | 1990年4月 - 1990年9月  | 1990年10月 - 1991年2月 |
| 青森放送   |                        |                        |                        |                        |                        |
| 秋田放送   |                        |                        |                        |                        |                        |
| 東北放送   |                        |                        |                        |                        |                        |
| 信越放送   |                        | 24:30 - 24:40          |                        |                        |                        |
| 山梨放送   | 22:10 - 22:20          | →                      | →                      | →                      | →                      |
| 北日本放送 | 21:40 - 21:50          | 21:50 - 22:00          | 21:40 - 21:50          |                        |                        |
| 北陸放送   | 21:40 - 21:50          |                        |                        |                        |                        |
| 福井放送   |                        |                        | 21:20 - 21:30          |                        | 21:20 - 21:30          |
| 静岡放送   | 24:30 - 24:40          | →                      | →                      |                        |                        |
| 山陽放送   | 24:45 - 24:55          | 22:40 - 22:50          | →                      |                        |                        |
| 山陰放送   |                        |                        |                        |                        |                        |
| 中国放送   |                        |                        |                        |                        |                        |
| 四国放送   |                        |                        | 22:45 - 22:55          | →                      | →                      |
| 西日本放送 | 24:30 - 24:40          | →                      | →                      | →                      | →                      |
| 南海放送   | 23:10 - 23:20          | →                      | →                      | →                      | →                      |
| 大分放送   | 22:50 - 23:00          | →                      | →                      | →                      |                        |
| 長崎放送   | 22:10 - 22:20          | →                      | →                      | 22:00 - 22:10          | →                      |
| 熊本放送   | 21:10 - 21:20          | 22:50 - 23:00          | 21:20 - 21:30          |                        |                        |
| 南日本放送 | 22:50 - 23:00          | →                      | →                      |                        |                        |
| ラジオ沖縄 |                        |                        |                        |                        |                        |